# 亜空間ソナー
亜空間ソナー（あくうかんソナー）は、アニメ『宇宙戦艦ヤマトIII』『宇宙戦艦ヤマト2199』に登場する架空の装置。宇宙戦艦ヤマトの搭載装置で、異次元もしくは、亜空間に潜み、通常のコスモレーダーなどでは探知できない艦艇を発見するための特殊装置。
アンドロメダが装備していた対潜宙艦用のソナー（照明弾に近い装備）とは別物である。

## 宇宙戦艦ヤマトIII
ガルマンウルフことフラーケン大佐の次元潜航艇艦隊の襲撃を受けた際、新乗組員の土門竜介の発言がきっかけとなり、真田志郎ら工作班により、彼らの動きを把握するために急造される。ヤマトの艦首部、三次元センサーにとりつけ第一艦橋から操作した。
原理としては実在のパッシブ・ソナーに近く、宇宙空間で敵艦の音を探知する。そのため亜空間ソナーを取り付けた艦艇自身の攻撃音や、乗員の声まで読みとってしまうため、慎重な操作が必要な装置である。
宇宙空間で明確に‘音’を探知すると述べられているが、その探知の方法の説明は無く詳細は不明。

## 宇宙戦艦ヤマト2199
『宇宙戦艦ヤマト』のリメイク作である本作では、次元潜航艇をリメイクした次元潜航艦UX-01が登場するため、亜空間ソナーも同様に登場する。ただし、『III』のように一から開発したものではなく、基本的に元々ヤマトに備わっていた設備を転用したものである。元々、亜空間内に潜む敵の存在については、イスカンダルから技術供与された「次元波動超弦跳躍機関」の開発の中で亜空間の存在が実証された時に、同時にその可能性が想定され、ヤマト進宙以前から探知手段の基礎技術の開発が並行して進められており、ヤマトが次元断層に落ち込んだ際に次元断層の実データを得たことで一応の完成にこぎつけた形となっている。
『III』の亜空間ソナーの原理がパッシブ・ソナーに近いのに対し、本作の亜空間ソナーの原理はアクティブ・ソナーに近く、「次元アクティブソナー」とも呼ばれる。弱点として、実在のアクティブ・ソナー同様、敵に自艦の位置を露呈してしまう可能性がある。実際にUX-01がヤマトの位置を掴むためにデコイを射出した際に亜空間ソナーを使用した結果、それを逆探知されて位置を掴まれてしまった。
具体的な原理としては、ワープ機関のサブシステムを亜空間トランスデューサーとして転用し、次元断層へ落ち込んだ際に得たデータを元にパラメータを合わせ、艦首のバルバス・バウに備わっている空間ソナーに接続させることで、位相境界面を越えた次元空洞内へピンガー（次元波動振）を打てるようにするというものである。
同様の原理を利用したものとして、通常の空間ソノブイに改良を施した亜空間ソノブイも存在している。こちらはコスモシーガルによって投下され、UX-01から発射された魚雷や索敵プロープを探知するなどの活躍をしている。
また、UX-01との戦闘以後、100式空間偵察機に試作した亜空間ソナーが搭載され、対潜哨戒能力を得ている。